# Банда (армія)

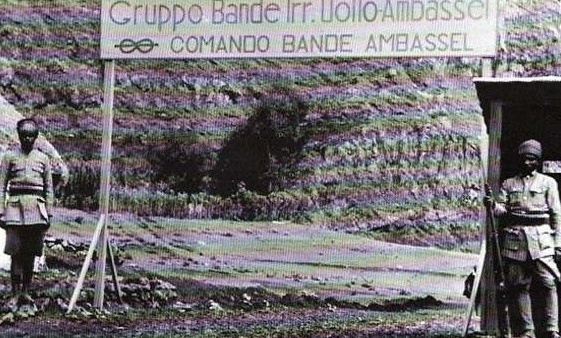
Італійська банда Uollo Ambassel в Ефіопії. 1939

Банда (італ. la banda, bande) — італійський військовий термін, що визначає нерегулярні збройні формування, до складу яких входять іноземці або корінні мешканці, під головуванням італійських офіцерів. Ці формування використовувались італійцями як допоміжні регулярних національної та колоніальних збройних сил. Застосовувались також і у британських колоніальних військах.

## Характеристика
Кожна окрема банда була структурована за кількістю особового складу. Більша за розмірами одиниця мала назву батальйон (піхота й кавалерія). Міліцейські полкові підрозділи були задіяні на Балканах протягом короткого проміжку часу в період фашистського панування в регіоні. Перші такого роду нерегулярні одиниці у складі Королівської італійської армії (італ. Regio Esercito Italiano) походять від найманих арабських формувань у складі військ Османської імперії під назвою башибузуки, створених у Еритреї албанцем Саджаком Гасаном у другій половині ХІХ століття. У 1885 полковник Танкреді Салета, що командував італійськими військами під час підкорення Еритреї, зарахував башибузуків на службу Італії. Легко озброєні нерегулярні банди були здатні виконувати функції, на які регулярні італійська й колоніальні армії були неспроможні, до того ж їхнє утримання обходилось дешевше.
Сформовані з місцевих мешканців банди використовувались італійцями під час завоювання Лівії у 1911—30. Аналогічні формування в Італійському Сомалі відігравали важливу роль на цій території протягом 1920-х. В Італійському Сомалі діяли також дубати — формування, що служили на постійній основі та були краще треновані й озброєні, ніж банди. Протягом партизанської війни, що тривала в Ефіопії після вторгнення Італії у 1936, банди формувалися з угруповань, що співпрацювали з італійським режимом. Одними з найбільш відомих були банди Uollo Ambassel на півночі Ефіопії й Амхара (італ. Gruppo Bande Amhara) Амедео Гіллета (італ. Amedeo Guillet) в Еритреї.
Більша частина банд була сформована в італійських колоніях Африки, однак багато допоміжних збройних формувань з цією ж назвою було створено протягом Другої світової війни в Албанії та на окупованих територіях колишнього Королівства Югославія. Банди формували також інші роди військ збройних сил Італії. Морська Банда № 9 (італ. Banda n° 9 della Marin), у складі якої були серби, хорвати, словенці та молоді італійці, що мешкали в Далмації, була створена в населеному пункті Зара; контролювалась італійським Королівським морським флотом (італ. Regia Marina). Морські нерегулярні з'єднання воювали пліч-о-пліч з полком Сан-Марко протягом 1941—43.
У 1942 під час німецько-радянської війни на боці Німеччини діяло підпорядковане Італії козацьке нерегулярне формування — батальйон Кампелло (італ. Campello), що входив до складу італійської 8-ї армії.
Після падіння Асмари місцеві формування, кількість бійців у яких зменшилась до 176 чоловік, протягом багатьох місяців продовжували вести партизанську війну.